# Zephyranthes cubensis
Zephyranthes cubensis är en amaryllisväxtart som beskrevs av Ignatz Urban. Zephyranthes cubensis ingår i släktet Zephyranthes och familjen amaryllisväxter. Inga underarter finns listade i Catalogue of Life.